# Javorový vrch (Javoří hory)
Javorový vrch, v některých mapách je označen i jako Hraniční vrch (německy Urlis, polsky Góra Płoniec) je hora v hraničním hřebeni Javořích hor, severovýchodně od vesnice Ruprechtice. Dosahuje nadmořské výšky 777 metrů, někdy se uvádí i 776 metrů nebo jiná výška. Vrchol leží na hranici ČR a Polska; česká strana hory katastrálně přísluší k obci Heřmánkovice.

## Hydrologie
Hora náleží do povodí Odry. Vody odvádějí přítoky Stěnavy, např. Uhlířský potok, severní polské svahy odvodňují přítoky potoka Złota Woda, což je přítok řeky Bystrzyca.

## Vegetace
Hora je převážně zalesněná, jen místy najdeme menší paseky. Většinou se jedná o smrkové monokultury, méně se dochovaly lesy smíšené nebo listnaté. Potenciální přirozenou vegetací jsou na většině míst hory horské bučiny, tedy bučiny s výskytem určitého množství přirozeného smrku ztepilého.

## Ochrana přírody
Česká část hory leží v CHKO Broumovsko.